# Zhao Baofang
En aquest nom xinès, el cognom és Huang.
Zhao Baofang   (Henan, 12 d'agost de 1993) és una ciclista xinesa, especialista en el ciclisme en pista. Va competir a la prova de persecució per equips als Campionat del món de ciclisme en pista de 2015.

## Palmarès en pista
- 2014
  - Medalla d'or als Jocs Asiàtics en Persecució per equips (amb Jing Yali, Huang Dongyan i Jiang Wenwen)
  - Campiona d'Àsia en Persecució per equips (amb Jing Yali, Huang Dongyan i Jiang Wenwen)
- 2015
  - Campiona d'Àsia en Persecució per equips (amb Jing Yali, Huang Dongyan i Jiang Wenwen)